# 失敗国家
失敗国家（しっぱいこっか、英: failed state）、破綻国家（はたんこっか）、或いは崩壊国家（ほうかいこっか、英: collapsed state）とは、権力の弱体化によって政府が国家の構造（主権国家体制）を制御できなくなり、政府が果たすべき基本的な責務（例えば、1.正常に作動する法体系の維持、及び2.国民に対する電気・水道・教育・病院といった公共サービスの提供等）を果たせなくなっていると考えられる国のことである。
ただし、国家がどの程度機能不全になれば「失敗国家」と見なすかについては当事者によって異なっており、地政学的に重大な結果や悪影響を及ぼす可能性がある事から特定の国家を「失敗国家」と宣言する行為には議論の余地がある。

## 定義・識別方法
失敗国家について統一された見解はないが、アメリカ合衆国のシンクタンクの一つである平和基金会（FFP）は以下の通り定義している。
FFPは、これらの症状によって国家の機能が低下し、一つまたは複数の危機によって深刻な影響を受ける国を2014年から脆弱国家（ぜいじゃくこっか、英: Fragile state）と呼称している。

### 定義
- （国家が有する）領域に対する物理的な統制の喪失、或るいは合法的な軍事力の独占（暴力の独占）の喪失。（The loss of physical control of its territory or a monopoly on the legitimate use of force.）
- 集団の意思決定を下す為の正統な権限に対する侵害。（The erosion of legitimate authority to make collective decisions.）
- 合理的な公共サービス（公益事業）の提供不能。（An inability to provide reasonable public services.）
- 国際社会の正式な一員として他国と接触する能力（外交活動）の不能 （The inability to interact with other states as a full member of the international community.）

### その他
またFFP以外では、喜多悦子が、失敗国家を見分ける2つの簡単な基準として①「警察官や兵士の給料をきちんと払えていない国」と②「教師の給料をきちんと払っていない国」の2点を挙げている。

## 特徴及びテロリストとの関係
失敗国家にしばしば見られる特徴は、社会的、政治的もしくは経済的な破綻である。

名目的に存在する政府は政治的・組織的に腐敗することで国内を統治する能力をほぼ喪失し、政府の正統性が弱体化すると共に政府と同等かそれ以上の権力を有する集団が誕生すると内戦状態に至る。政府の統治外にある地域を実効支配しているのは軍閥（warlord）等地域の有力者であり、彼らの持つ私兵集団の軍事力で支配力を行使している。これらの中には、元は正規軍であったが兵士の給料の不払い等が続いた結果、駐屯地や部隊が私兵化した例も多い。中央の統制が及ばないので、地方ごとに有力者が勝手に独自の軍事組織を持ち、その他にも大小様々な自警団や盗賊が出没する。政府に頼れなくなった民衆は自力救済のため、有力者に頼ったり自警団を結成するなどの行動を起こす。
もっとも、失敗国家の政府は一般に、国際的に国家主体と認められ徴税権やODA等の利権を持っているだけであり、実態は私兵組織と変わらない事が多い。例えば、ソマリアのバーレ政権末期では、首都・モガディシオの大統領官邸を中心にした数百メートルの範囲にしか支配力が及ばなかった。
失敗国家の国民生活は例外無く悪化する。これは政府の無力、腐敗によって行政が機能しなくなり、警察、医療、電気、水道、交通、通信等の社会インフラストラクチャーが低下する為である。中でも治安は急速に悪化し、給料の遅配等により軍隊や警察では職場放棄やサボタージュが発生する。暴力装置たる兵士や警察官が、自ら犯罪を実行する事態が起こる。この治安の悪化により、生産力と国民のモラルが低下する。農民が土地を捨てて難民化し飢餓が蔓延したり、略奪などが日常化したりする。また、失敗国家は国際的なテロリストの隠れ場所となる。これは、行政の機能不全やインフラストラクチャーの低下を受け、失敗国家内にテロリストを逮捕できるような出入国管理や警察力が存在しないためである。実例として、アルカーイダは失敗国家の一つであるアフガニスタンに潜伏していた。また、最近ではソマリアがアルカーイダの拠点となっているともされ、アメリカ軍やエチオピア軍等による対テロ戦争も行われている。

## 脆弱国家ランキング (旧・失敗国家ランキング)
定量的なアプローチから国家の状態を診断するため、アメリカのシンクタンクの一つである平和基金会（The Fund for Peace; FFP）は2006年（2005年度）から毎年、各国の状況を特定の指標によって数値化し、ランキング化した結果を発表している（下記外部リンク参照）。ランキング表は、発表開始から数年は名称を「失敗国家ランキング」とされていたが、2014年から「脆弱国家ランキング」（Fragile States Index; FSI）に変更されている。

### 評価対象国
FFPは、2005年度は75か国、2006年度は146か国、2013年度から2020年度までの間は178か国、2021年度以降は179カ国をランキングの評価対象国としている。評価の対象は国際連合（国連）加盟国であるが、ミニ国家の15か国は評価に必要となる情報が十分にそろわない為に評価の対象外となっている。なお、海外領土や自治領の扱いについてFFPは特に言及していないが、少なくともグリーンランドはデンマークの一部として扱われていない。
FFPは一部の国から国家承認を得ている国連非加盟の国・地域に関して、国際的な政治的地位が確定し、国連への加盟が承認されるまでFSIの評価対象国としない方針を採っており、具体例として台湾（Taiwan）とコソボ（Kosovo）、及びパレスチナ領域（the Palestinian Territories）を挙げている。ただし、FSIにおける実際の扱いは下記の4通りに分かれている。
1. 土地を占領している国家の一部としてデータを扱い、占領国の国名に地域名を追記する：2020年度以前[注釈 2]のパレスチナ領域[注釈 3]
2. 国連非加盟国だがFSIで国として取り扱う：2020年度以降のパレスチナ領域[注釈 4]
3. 実効支配の現状に関係なく主権を有する国家が未定の地域として扱う：台湾[注釈 5]、コソボ[注釈 6]、西サハラ[注釈 7]
4. 独立前に属していた国の一部として扱う：パレスチナ領域、台湾、コソボ、西サハラ以外の国連非加盟国。

注意すべき国として、イスラエルがある。イスラエルはパレスチナ領域のうち東エルサレムを含むヨルダン川西岸地区（ウェストバンク）の半数以上を実効支配しており、FFPは国際法が土地の統治責任を占領権力に委ねている点を理由に、パレスチナ領域を主権の帰属先と関係なしに2020年度までイスラエルの評価の一部に含めていた。そのため、2020年度以前のイスラエルは国名を「イスラエル・ウェストバンク」（Israel and West Bank）とされ、イスラエル本国とウェストバンクの加重平均値によって評価されていた。この方式は2021年度から改められ、FFPは新しい方式においてパレスチナ領域とイスラエルとを分けて評価するようになり、イスラエルは「イスラエル」という国名でイスラエル本国のみのデータで評価されている。なお、FFPは特に言及していないが、イスラエルの範囲を記した地図にゴラン高原の占領地も含めている。

### 評価方法

各国を得点のカテゴリーごとに色で分類した図（2023年度版）
持続可能：～19.9点
持続可能：～29.9点
安定：～39.9点
安定：～49.9点
安定：～59.9点
要注意（低い）：～69.9点
要注意（要注意）：～79.9点
要注意（高い）：～89.9点
警報（警報）：～99.9点
警報（高い）：～109.9点
警報（非常に高い）：～120点満点
評価無し

FFPは、「CAST」と呼ばれる独自に開発した紛争評価の枠組みに基づいて各国の脆弱性を採点している。評価方法は、国家の統治が脆弱化する要因となる12の指標（Indicators）をFFPが各10点満点の総計120点で採点し、点数が高い国ほど国家体制が「脆弱」（または「失敗」）であると評価する。この指標は、2005年度から2013年年度までは失敗国家指標（The Failed States Index; FSI）、2014年度以降は脆弱国家指標（The Fragile States Index; FSI）と呼ばれている。
12の指標は下記の通りであり、それぞれ「結束（力）」(Cohesion; C)、「経済」(Economic; E)、「政治」(Political; P)、「社会と分野横断」(Social and Crosscutting; S/X)のいずれかの分類に属する。FFPは、各指標が考慮する問題点をホームページで公表している（各指標における考慮点の解説ページは下記の通り）。
1. C1：安全保障装置の状態 [11]
2. C2：利己的（派閥的）なエリートの台頭 [12]
3. C3：不満分子の存在 [13]
4. E1：経済状況の悪化と貧困 [14]
5. E2：不均一な経済発展 [15]
6. E3：人材及び頭脳流出[16]
7. P1：国家の正統性 [17]
8. P2：公共サービス [18]
9. P3：人権及び法の支配 [19]
10. S1：人口構成圧力の増大 [20]
11. S2：難民及び国内避難民の大量移動 [21]
12. X1：他の国家又は外部の主体の介入 [22]

各指標の得点を集計後、獲得した点数によって国家は下記のカテゴリーに区分される。
| カテゴリー              | FSIの点数* | 下層ランク (2015年-)                                                                             | 識別色 （2015年以降） | 識別色 （2014年以前） |
| ----------------------- | ---------- | ------------------------------------------------------------------------------------------------ | --------------------- | --------------------- |
| 警報 (Alert)            | 90.0–120.0 | 非常に高い (Very high): 110-120 高い (High): 100–109.9 警報 (Alert): 90–99.9                     | 赤色                  | 赤色                  |
| 要注意 (Warning)        | 60.0–89.9  | 高い (High): 80–89.9 要注意 (Warning): 70–79.9 低い (Low): 60–69.9                               | 黄色 橙色             | 橙色                  |
| 安定 (Stable)           | 30.0–59.9  | より少ない安定 (Less stable): 50–59.9 安定 (Stable): 40–49.9 より多い安定 (More stable): 30–39.9 | 緑色                  | 黄色                  |
| 持続可能 (Sustainable)  | 0.0–29.9   | 持続可能 (Sustainable): 20–29.9 非常に持続可能 (Very sustainable): 0–19.9                        | 青色                  | 緑色                  |
| 評価無し (Not assessed) | N/A        | —                                                                                                | 灰色                  | 灰色                  |

### 最新のランキング
各国のランキング、及び各国が獲得した指標ごとの点数は、2006年度版から年毎にFFPのホームページで公開されている。また、英語版ウィキペディアにある『List of countries by Fragile States Index』では、最新版のランクと過去5年間との比較での総得点の動きを見ることができる。
2024年度のランキングにおける最高位、即ち最も失敗した（脆弱な）国とされているのは2年連続のワーストとなったソマリア（1位）で総得点は111.3点である。逆に最下位、即ち最も安定した（持続可能性を有する）国とされているのは13年振りに最下位となったノルウェー（179位）で総得点は12.7点である。2006年度以降に最高位となった経験のある国はソマリア（9回）・イエメン（4回）・南スーダン（4回）・スーダン（2回）の4か国で、逆にランキング最下位となった経験のある国はフィンランド（12回）とノルウェー（7回）の2か国である。
2023年度のランキングをカテゴリー別に見ると、最も脆弱性が高いカテゴリー「警報」カテゴリーに属する国は29か国で、逆に持続可能性が最も高い「持続可能」カテゴリーに属する国は19か国だった。他のカテゴリーでは、「要注意」カテゴリーに79か国、「安定」カテゴリーに52か国が該当し、評価対象国の約6割が「要注意」と「警報」のカテゴリーに分類される結果となった。「警報」カテゴリーの国々を国連による世界地理区分で分類すると、ハイチ（アメリカ州）とウクライナ（ヨーロッパ州）以外はいずれもアフリカ州かアジア州に位置する国であった。逆に「持続可能」カテゴリーの国々は、シンガポール・韓国・オーストラリア・ニュージーランド・カナダ以外は、ヨーロッパ州に位置する国で、シンガポールと韓国以外は「西洋」に属すると考えられる国が該当した。
主要国のランキングを見ると、G20参加国は下記の表の通りである。G7参加国は軒並み下位ではあるものの、ドイツ・カナダ・フランス以外は「持続可能」ではなく「安定」に分類されている。また、G7以外の国々は順位差が激しく、分類も「警報」に近い「要注意」から「持続可能」まで幅広く分類されている。
| 国名             | 順位 | 点数 | カテゴリー | 大州         | 備考                                                                                            |
| ---------------- | ---- | ---- | ---------- | ------------ | ----------------------------------------------------------------------------------------------- |
| アメリカ合衆国   | 141  | 44.5 | 安定       | アメリカ州   | 国連安保理常任理事国、G7参加国 G7参加国では最上位                                               |
| アルゼンチン     | 142  | 44.2 | 安定       | アメリカ州   |                                                                                                 |
| イギリス         | 148  | 40.8 | 安定       | ヨーロッパ州 | 国連安保理常任理事国、G7参加国 欧州連合（EU）脱退後は点数が上昇傾向                             |
| イタリア         | 146  | 41.1 | 安定       | ヨーロッパ州 | G7参加国、欧州連合（EU）加盟国                                                                  |
| インド           | 75   | 72.3 | 要注意     | アジア州     |                                                                                                 |
| インドネシア     | 102  | 63.7 | 要注意     | アジア州     | 東南アジア諸国連合（ASEAN）加盟国                                                               |
| オーストラリア   | 169  | 19.6 | 持続可能   | オセアニア州 |                                                                                                 |
| カナダ           | 172  | 18.6 | 持続可能   | アメリカ州   | G7参加国 G7・G20参加国では最下位、かつアメリカ州で最も安定した国                                |
| サウジアラビア   | 103  | 63.2 | 要注意     | アジア州     |                                                                                                 |
| 大韓民国         | 161  | 29.8 | 持続可能   | アジア州     | 東アジアで最も安定した国。 アジア州ではシンガポールに次いで2番目に安定した国。                  |
| 中国             | 99   | 64.4 | 要注意     | アジア州     | 国連安保理常任理事国、台湾問題を抱える ※FSIでは台湾を主権帰属先が未定の地域として扱っている     |
| ドイツ           | 166  | 24   | 持続可能   | ヨーロッパ州 | G7参加国、欧州連合（EU）加盟国                                                                  |
| トルコ           | 41   | 84   | 要注意     | アジア州     | G20参加国で最も脆弱な国                                                                         |
| 日本             | 160  | 30.2 | 安定       | アジア州     | G7参加国。東アジア2番目に安定した国。 アジア州ではシンガポール、韓国に次いで3番目に安定した国。 |
| ブラジル         | 78   | 70.3 | 要注意     | アメリカ州   |                                                                                                 |
| フランス         | 162  | 28.3 | 持続可能   | ヨーロッパ州 | 国連安保理常任理事国、G7参加国、欧州連合（EU）加盟国                                            |
| 南アフリカ共和国 | 80   | 69.6 | 要注意     | アフリカ州   |                                                                                                 |
| メキシコ         | 83   | 69   | 要注意     | アメリカ州   |                                                                                                 |
| ロシア           | 48   | 81.6 | 要注意     | ヨーロッパ州 | 国連安保理常任理事国、旧ソビエト連邦構成国 元主要国首脳会議参加国（参加資格停止中）             |

G7参加国を除く欧州連合（EU）加盟国は以下の通り。全ての国が「持続可能」または「安定」に分類されているものの、中には「要注意」に近い「安定」の国もある。
| 国名           | 順位 | 点数 | カテゴリー | 大州         | 備考                                                                                |
| -------------- | ---- | ---- | ---------- | ------------ | ----------------------------------------------------------------------------------- |
| ギリシャ       | 121  | 54.7 | 安定       | ヨーロッパ州 | 欧州連合（EU）加盟国の中で最も脆弱な国。 2010年からギリシャ経済危機が発生。         |
| キプロス       | 122  | 54.1 | 安定       | アジア州     | キプロス問題で国内の一部が北キプロスとして分離。                                    |
| ルーマニア     | 130  | 51   | 安定       | ヨーロッパ州 |                                                                                     |
| ブルガリア     | 133  | 49.4 | 安定       | ヨーロッパ州 |                                                                                     |
| ハンガリー     | 138  | 46.2 | 安定       | ヨーロッパ州 |                                                                                     |
| クロアチア     | 139  | 45.9 | 安定       | ヨーロッパ州 |                                                                                     |
| スペイン       | 143  | 44   | 安定       | ヨーロッパ州 |                                                                                     |
| ポーランド     | 144  | 41.7 | 安定       | ヨーロッパ州 |                                                                                     |
| ラトビア       | 145  | 41.4 | 安定       | ヨーロッパ州 | バルト三国                                                                          |
| チェコ         | 152  | 37.7 | 安定       | ヨーロッパ州 |                                                                                     |
| リトアニア     | 153  | 37.4 | 安定       | ヨーロッパ州 | バルト三国                                                                          |
| エストニア     | 154  | 36.5 | 安定       | ヨーロッパ州 | バルト三国 旧ソビエト連邦構成国で最も安定した国。                                   |
| スロバキア     | 155  | 35.3 | 安定       | ヨーロッパ州 | 旧ユーゴスラビアを除く東ヨーロッパで最も安定した国                                  |
| マルタ         | 158  | 31.1 | 安定       | ヨーロッパ州 |                                                                                     |
| ベルギー       | 159  | 30.3 | 安定       | ヨーロッパ州 |                                                                                     |
| スロベニア     | 163  | 26.1 | 持続可能   | ヨーロッパ州 | 旧ユーゴスラビアで最も安定した国 旧東側諸国で唯一、「持続可能」カテゴリーに属する国 |
| ポルトガル     | 164  | 25.9 | 持続可能   | ヨーロッパ州 | 南ヨーロッパで最も安定した国                                                        |
| オーストリア   | 167  | 23.1 | 持続可能   | ヨーロッパ州 |                                                                                     |
| スウェーデン   | 168  | 20.6 | 持続可能   | ヨーロッパ州 |                                                                                     |
| オランダ       | 170  | 19.5 | 持続可能   | ヨーロッパ州 |                                                                                     |
| ルクセンブルク | 171  | 18.7 | 持続可能   | ヨーロッパ州 |                                                                                     |
| アイルランド   | 172  | 18.6 | 持続可能   | ヨーロッパ州 |                                                                                     |
| デンマーク     | 175  | 15.9 | 持続可能   | ヨーロッパ州 |                                                                                     |
| フィンランド   | 178  | 14.3 | 持続可能   | ヨーロッパ州 | ランキング最下位になった経験が最多（12回）の国 旧ロシア帝国領で最も安定した国。     |

G20参加国と欧州連合（EU）加盟国を除く旧ソビエト連邦構成国は以下の通り。バルト三国とカザフスタン以外はほぼ全てが「要注意」カテゴリーとなっており、ウクライナはヨーロッパ州で唯一「警報」カテゴリーに属している。
| 国名             | 順位 | 点数 | カテゴリー | 大州         | 備考 |
| ---------------- | ---- | ---- | ---------- | ------------ | --- |
| ウクライナ       | 22   | 93.1 | 警報       | ヨーロッパ州 | ヨーロッパ州で最も脆弱な国。2014年、独立国家共同体（CIS）から脱退。 2014年からヨーロッパ唯一の紛争が継続し、2022年にはロシア連邦軍による軍事介入が始まる。 |
| キルギス         | 65   | 74.9 | 要注意     | アジア州     | |
| タジキスタン     | 72   | 72.8 | 要注意     | アジア州     | |
| アゼルバイジャン | 72   | 72.8 | 要注意     | アジア州     | ナゴルノ・カラバフ戦争で国内の一部がアルツァフ共和国として分離                                                                                             |
| ジョージア       | 82   | 69.3 | 要注意     | アジア州     | 2008年、独立国家共同体（CIS）から脱退。 |
| ベラルーシ       | 85   | 68.7 | 要注意     | ヨーロッパ州 | ヨーロッパ州で唯一の死刑存置国 |
| アルメニア       | 89   | 68.1 | 要注意     | アジア州     | |
| ウズベキスタン   | 96   | 64.8 | 要注意     | アジア州     | |
| モルドバ         | 97   | 64.7 | 要注意     | ヨーロッパ州 | |
| トルクメニスタン | 104  | 62.2 | 要注意     | アジア州     | |
| カザフスタン     | 115  | 57.8 | 安定       | アジア州     | |

G20参加国を除く東南アジア諸国連合（ASEAN）加盟国は以下の通り。
| 国名         | 順位 | 点数 | カテゴリー | 大州     | 備考 |
| ------------ | ---- | ---- | ---------- | -------- | --- |
| ミャンマー   | 11   | 100  | 警報       | アジア州 | 東南アジアで最も脆弱な国。 1948年から少数民族との内戦が継続中。2021年2月のクーデター以降は軍事政権と民主派勢力による武力衝突も始まる。 |
| カンボジア   | 55   | 78.6 | 要注意     | アジア州 | |
| フィリピン   | 64   | 75.1 | 要注意     | アジア州 | |
| ラオス       | 71   | 73.8 | 要注意     | アジア州 | |
| タイ         | 95   | 66.2 | 要注意     | アジア州 | |
| ベトナム     | 119  | 56.2 | 安定       | アジア州 | |
| ブルネイ     | 123  | 53.9 | 安定       | アジア州 | |
| マレーシア   | 126  | 53.1 | 安定       | アジア州 | |
| シンガポール | 165  | 25.4 | 持続可能   | アジア州 | アジア州で最も安定、かつ「持続可能」カテゴリーに属する唯一の国                                                                         |

また、上記以外の国のランキングを見ると、以下のようにそれぞれランクされている。
| 国名                   | 順位 | 点数  | カテゴリー | 大州         | 備考 |
| ---------------------- | ---- | ----- | ---------- | ------------ | --- |
| ソマリア               | 1    | 111.3 | 警報       | アフリカ州   | アフリカ州で最も脆弱、かつランキング最高位になった経験が最多（9回）の国 1988年からソマリア内戦が継続し、ソマリランドが分離状態にある             |
| スーダン               | 2    | 109.3 | 警報       | アフリカ州   | ランキング最高位になった経験が2回ある国 2003年から2020年にかけてダルフール紛争が発生。2023年から内戦が継続中                                     |
| 南スーダン             | 3    | 109   | 警報       | アフリカ州   | ランキング最高位になった経験が4回ある国 2013年から2020年にかけて南スーダン内戦が発生                                                             |
| シリア                 | 4    | 108.1 | 警報       | アジア州     | 2011年からシリア内戦が継続中 |
| コンゴ民主共和国       | 5    | 106.7 | 警報       | アフリカ州   | 第二次コンゴ戦争によって600万人以上が死亡した。                                                                                                  |
| イエメン               | 6    | 106.6 | 警報       | アジア州     | アジア州で最も脆弱、かつランキング最高位になった経験が4回ある国 2015年からイエメン内戦が継続中                                                   |
| アフガニスタン         | 7    | 103.9 | 警報       | アジア州     | 1978年から2021年にかけてアフガニスタン紛争が発生 2021年以降ターリバーンが権力を掌握するも、国連加盟国から政府承認を得られず                      |
| ハイチ                 | 9    | 103.5 | 警報       | アメリカ州   | アメリカ州で最も脆弱な国 |
| パレスチナ             | 13   | 97.8  | 警報       | アジア州     | パレスチナ問題でイスラエルと対立。2023年10月7日からハマースとイスラエルとの間で戦争が開始され、2024年11月末時点で継続中。                        |
| ジンバブエ             | 18   | 95.7  | 警報       | アフリカ州   | 独裁者の恣意的な国政運営で21世紀に経済が壊滅状態となった                                                                                         |
| ベネズエラ             | 30   | 89    | 要注意     | アメリカ州   | 21世紀に入ってから経済政策の失敗によるハイパーインフレーション（ベネズエラ危機）が慢性化し、経済難民の流出が続く。                               |
| イラク                 | 31   | 88.6  | 要注意     | アジア州     | イラク戦争によるバアス党政権崩壊後、宗教紛争・民族紛争が絶えない                                                                                 |
| スリランカ             | 33   | 88.2  | 要注意     | アジア州     | 無計画なインフラ投資やCOVID-19の世界的流行・ウクライナ紛争を契機とした主要産業の悪化により経済危機が発生し、反政府運動で大統領が国外逃亡に至る。 |
| 朝鮮民主主義人民共和国 | 40   | 84.9  | 要注意     | アジア州     | 東アジアで最も脆弱な国。 強力な個人崇拝と国際社会の制裁が続く。                                                                                  |
| イラン                 | 43   | 82.9  | 要注意     | アジア州     | イラン革命以降米国やイスラエルと敵対。イスラム革命防衛隊が各地の紛争に関与し、米国からテロ支援国家の指定を受ける。                               |
| パプアニューギニア     | 54   | 78.8  | 要注意     | オセアニア州 | オセアニア州で最も脆弱な国 |
| ホンジュラス           | 56   | 78.1  | 要注意     | アメリカ州   | カリブ海地域を除く中央アメリカで最も脆弱な国 |
| エスワティニ           | 58   | 77.6  | 要注意     | アフリカ州   | 事実上の絶対王政下で権力の腐敗が進む。 |
| ソロモン諸島           | 58   | 77.6  | 要注意     | オセアニア州 | オセアニア州で2番目に脆弱な国 |
| 東ティモール           | 67   | 74.8  | 要注意     | アジア州     | 東南アジアの独立国家で唯一、ASEANに加盟していない国。                                                                                            |
| モロッコ               | 84   | 68.8  | 要注意     | アフリカ州   | 西サハラ問題でサハラ・アラブ民主共和国（ポリサリオ戦線）やアルジェリアと対立 ※FSIでは西サハラを主権帰属先が未定の地域として扱っている。          |
| セルビア               | 91   | 67.8  | 要注意     | ヨーロッパ州 | コソボ地位問題が未解決のためコソボ共和国の独立を承認していない ※FSIではコソボを主権帰属先が未定の地域として扱っている。                          |
| キューバ               | 112  | 59.1  | 安定       | アメリカ州   | 2015年7月20日にアメリカ合衆国と国交回復 |
| ボツワナ               | 124  | 53.6  | 安定       | アフリカ州   | アフリカ大陸で最も安定している国 |
| イスラエル             | 129  | 51.5  | 安定       | アジア州     | パレスチナ問題でパレスチナ国や一部のイスラム国家と対立。2023年10月7日からハマースとイスラエルとの間で戦争が開始され、2024年11月末時点で継続中。  |
| セーシェル             | 130  | 51    | 安定       | アフリカ州   | アフリカ州（アフリカ大陸を除く）ではモーリシャスに次いで2番目に安定している国                                                                    |
| パナマ                 | 136  | 47.7  | 安定       | アメリカ州   | カリブ海地域を除く中央アメリカで2番目に安定した国                                                                                                |
| バルバドス             | 140  | 44.7  | 安定       | アメリカ州   | カリブ海地域で最も安定している国 |
| チリ                   | 146  | 41.1  | 安定       | アメリカ州   | 南アメリカで2番目に安定した国 |
| カタール               | 149  | 39.8  | 安定       | アジア州     | 西アジア（中東）で2番目に安定した国 |
| コスタリカ             | 150  | 39.4  | 安定       | アメリカ州   | 中央アメリカで最も安定した国 |
| モーリシャス           | 151  | 37.8  | 安定       | アフリカ州   | アフリカ州（アフリカ大陸を除く）で最も安定した国                                                                                                 |
| アラブ首長国連邦       | 156  | 34.7  | 安定       | アジア州     | 西アジア（中東）で最も安定した国 |
| ウルグアイ             | 157  | 33.7  | 安定       | アメリカ州   | 南アメリカで最も安定した国 |
| スイス                 | 174  | 16.2  | 持続可能   | ヨーロッパ州 | 欧州自由貿易連合（EFTA）加盟国 |
| ニュージーランド       | 175  | 15.9  | 持続可能   | オセアニア州 | オセアニア州で最も安定した国 |
| アイスランド           | 177  | 15.2  | 持続可能   | ヨーロッパ州 | 欧州自由貿易連合（EFTA）加盟国 |
| ノルウェー             | 179  | 12.7  | 持続可能   | ヨーロッパ州 | ヨーロッパ州で最も安定した国。欧州自由貿易連合（EFTA）加盟国。                                                                                   |

### FSIから見える日本の脆弱性（失敗状態）
最新版（2024年度）のFSIにおいて、日本は179位中の160位で総得点は30.2点だった。過去の得点と比較すると、2023年度（前年度）に対し-0.3点、2019年度（5年前）に対し-4.1点、2014年度（10年前）に対し-6.1点となっている。日本の順位は前年（161位）から1位順位が上がり、G7諸国の中では4番目に安定した国になっている。
この数値は、「安定」カテゴリーの「より多い安定」ランクに属するもので、同じランクに属する他の国は点数が低い順にベルギー、マルタ、ウルグアイ、アラブ首長国連邦、スロバキア、エストニア、リトアニア、チェコ、モーリシャス、コスタリカ、クウェートの11か国ある。日本は韓国（29 .8点）とベルギー(30.3点)の間に位置しているが、韓国が「持続可能」カテゴリーに属するため同ランクの中で最下位となっている。また、FSIランキングの首位（ソマリア）と最下位（ノルウェー）の点数と比較すると、ソマリアに対し-81.1点、ノルウェーに対し+17.5点となっている。
日本は2006年度から2008年度までFSIの総合得点が30点未満の「持続可能」カテゴリーに属し、最も総得点が低かったのは2006年度の28.0点だった。だが、リーマン・ショックの影響から2009年度以降は総合得点が30点以上となり、「持続可能」の1ランク下の「安定」カテゴリーに属することになった。更に、2012年度は東日本大震災の影響により総得点が過去最高の43.5点（前年比+12.5点）を記録し、G7の中でカナダに次いで2番目に安定した国からイタリアに次いで2番目に脆弱性が高い国に2017年度まで転落した。翌2013年度に得点は36.1点（前年比-7.4点）にまで減少し、熊本地震の影響を受けた2017年度を除き、2014年度以降は点数が緩やかに減少しつつある。
最新版（2024年度）における各指標の値、及び前年度からの点数の変化（括弧]内に記載）は下記の通りである。また参考として、5年前、10年前、及び総合的に最も安定していた2006年度の数値と最新版との比較（括弧内に記載）も併記している。
| 指標                                 | 最新版 (2024年度)     | 5年前 (2019年度)     | 10年前 (2014年度)    | 最も安定 (2006年度)  |
| ------------------------------------ | --------------------- | -------------------- | -------------------- | -------------------- |
| C1：安全保障装置の状態               | 1.8点 (前年比：+0.3)  | 1.6点(最新比：-0.2)  | 1.9点(最新比：+0.1)  | 1.0点(最新比：-0.8)  |
| C2：利己的（派閥的）なエリートの台頭 | 2.6点 (前年比：+/-0)  | 2.6点(最新比：+/-0)  | 2.6点(最新比：+/-0)  | 1.3点(最新比：-1.3)  |
| C3：不満分子の存在                   | 1.6点 (前年比：-0.3)  | 3.1点(最新比：+1.5)  | 4.1点(最新比：+2.5)  | 3.8点(最新比：+2.2)  |
| E1：経済状況の悪化と貧困             | 3.4点 (前年比：-0.1)  | 3.5点(最新比：+0.1)  | 3.6点(最新比：+0.2)  | 2.6点(最新比：-0.8)  |
| E2：不均一な経済発展                 | 3.2点 (前年比：+0.3)  | 1.4点(最新比：-1.8)  | 2.1点(最新比：-1.1)  | 2.5点(最新比：-0.7)  |
| E3：人材及び頭脳流出                 | 2.4点 (前年比：-0.3)  | 3.3点(最新比：+0.9)  | 2.3点(最新比：-0.1)  | 2.0点(最新比：-0.4)  |
| P1：国家の正統性                     | 0.3点 (前年比：+/-0)  | 0.9点(最新比：+0.6)  | 2.0点(最新比：+1.7)  | 1.8点(最新比：+1.5)  |
| P2：公共サービス                     | 1.5点 (前年比：-0.3)  | 1.6点(最新比：+0.1)  | 2.4点(最新比：+0.9)  | 1.0点(最新比：-0.5)  |
| P3：人権及び法の支配                 | 2.8点 (前年比：+/-0)  | 3.2点(最新比：+0.4)  | 3.3点(最新比：+0.5)  | 3.0点(最新比：+0.2)  |
| S1：人口構成圧力の増大               | 5.6点 (前年比：-0.3)  | 6.2点(最新比：+0.6)  | 4.7点(最新比：-0.9)  | 4.0点(最新比：-1.6)  |
| S2：難民および国内避難民の大量移動   | 2.7点 (前年比：+0.1)  | 3.8点(最新比：+1.1)  | 3.4点(最新比：+0.7)  | 1.0点(最新比：-1.7)  |
| X1：他の国家又は外部の主体の介入     | 2.3点 (前年比：+0.3)  | 3.2点(最新比：+0.9)  | 3.9点(最新比：+1.6)  | 4.0点(最新比：+1.7)  |
| 総得点数                             | 30.2点 (前年比：-0.3) | 34.3点(最新比：+4.1) | 36.3点(最新比：+6.1) | 28.0点(最新比：-2.2) |

前年と比較した場合
12個ある指標は、「S1：人口構成圧力の増大」が10点満点の半数（5.0点）以上、それ以外では「E1：経済状況の悪化と貧困」の指標が満点の凡そ1/3にあたる3.4点以上となっている。状態の悪い（点数が多い）指標のワースト3は、1位が「S1：人口構成圧力の増大」の5.6点、2位は「E1：経済状況の悪化と貧困」の3.4点、3位は「E2：不均一な経済発展」の3.2点であった。
前年の点数と比較すると、4つの指標が悪化し、5つの指標が改善し、3つの指標が変化無しだった。
変動幅が最も大きかったのは、悪化した指標では「C1：安全保障装置の状態」と「E2：不均一な経済発展」、改善した指標では「C3：不満分子の存在」・「E3：人材及び頭脳流出」・「P2：公共サービス」・「S1：人口構成圧力の増大」でそれぞれ0.3点ずつであった。
5年前と比較した場合
最新版と過去のFSIを比較すると、5年前（2019年度）と比べた場合、FSI総得点は-4.1点改善している。指標ごとに見ると、2つの指標が悪化し、9つの指標が改善し、1つの指標が変化無しだった。
最も悪化した指標は「E2：不均一な経済発展」で+1.8点上がっている。2番目は「C1：安全保障装置の状態」で+0.2点上がっている。
逆に最も改善した指標は「C3：不満分子の存在」で-1.5点、2番目は「E3：人材及び頭脳流出」・「X1：他の国家又は外部の主体の介入」の-0.9点で、となっている。
10年前と比較した場合
10年前（2013年度）と比べた場合、総得点は-6.1点改善している。指標ごとに見ると、3つの指標が悪化し、8つの指標が改善し、1つの指標が変化無しだった。
最も悪化した指標は「E2：不均一な経済発展」で+1.1点、2番目は「S1：人口構成圧力の増大」で+0.9点それぞれ上がっている。
逆に最も改善した指標は「C3：不満分子の存在」で-2.5点で、2番目は「P1：国家の正統性」で-1.7点、3番目は「X1：他の国家又は外部の主体の介入」の-1.6点となっている。 
最も安定した年度（2006年度）と比較した場合
リーマンショックや東日本大震災や2019年コロナウイルス感染症流行が発生する前で総得点が最も低かった2006年度と最新版を比較すると、FSI総得点は+2.2点悪化している。指標ごとに見ると、8つの指標が悪化し、4つの指標が改善した。1.0点以上の変動は、悪化した指標で3つ、改善した指標で3つあった。
最も悪化した指標は「S2：難民および国内避難民の大量移動」で+1.7点となっている。以下、2番目は「S1：人口構成圧力の増大」の+1.6点、3番目は「C2：利己的（派閥的な）エリートの台頭」で+1.3点それぞれ悪化した。
逆に最も改善した指標は「C3：不満分子の存在」で-2.2点改善されている。その次に「X1：他の国家又は外部の主体の介入」が-1.7点、3番目に「P1：国家の正統性」が-1.5点改善されている。
FSIの統計をまとめると、下記の2点が言える。
1. 2011年度以外は常に点数が4.0点以上と高くなっている「S1：人口構成圧力の増大」（中でも持続可能な人口増加率）が慢性的に日本の抱えている脆弱性である。
2. リーマン・ショック・東日本大震災・2019年コロナウイルス感染症流行の影響から2010年度以降、2020年度を除いて点数が3.4点以上となっている「E1：経済状況の悪化と貧困」が、国家が現実に対応しきれていない脆弱性である。また、「E2：不均一な経済発展」は、2019年コロナウイルス感染症流行の影響から2019年の1.4点から2024年の3.2点へと悪化傾向にある。

### 各年のトップ20
| 順位 | 2005年           | 2006年                | 2007年                | 2008年                | 2009年                | 2010年                | 2011年                | 2012年                | 2013年                | 2014年                | 2015年                | 2016年                | 2017年                | 2018年                | 2019年                | 2020年               | 2021年               | 2022年                | 2023年                | 2024年                | 順位 |
| ---- | ---------------- | --------------------- | --------------------- | --------------------- | --------------------- | --------------------- | --------------------- | --------------------- | --------------------- | --------------------- | --------------------- | --------------------- | --------------------- | --------------------- | --------------------- | -------------------- | -------------------- | --------------------- | --------------------- | --------------------- | ---- |
| 1    | コートジボワール | スーダン (+2)         | スーダン (0)          | ソマリア (+2)         | ソマリア (0)          | ソマリア (0)          | ソマリア (0)          | ソマリア (0)          | ソマリア (0)          | 南スーダン (+3)       | 南スーダン (0)        | ソマリア (+1)         | 南スーダン (+1)       | 南スーダン (0)        | イエメン(+2)          | イエメン(0)          | イエメン(0)          | イエメン(0)           | ソマリア (+1)         | ソマリア (0)          | 1    |
| 2    | コンゴ民主共和国 | コンゴ民主共和国 (0)  | イラク (+2)           | スーダン (-1)         | ジンバブエ (+1)       | チャド (+2)           | チャド (0)            | コンゴ民主共和国 (+2) | コンゴ民主共和国 (0)  | ソマリア (-1)         | ソマリア (0)          | 南スーダン (-1))      | ソマリア (-1)         | ソマリア (0)          | ソマリア (0)          | ソマリア (0)         | ソマリア (0)         | ソマリア (0)          | イエメン(-1)          | スーダン (+5)         | 2    |
| 3    | スーダン         | コートジボワール (-2) | ソマリア (+4)         | ジンバブエ (+1)       | スーダン (-1)         | スーダン (0)          | スーダン (0)          | スーダン (0)          | スーダン (0)          | 中央アフリカ (+6)     | 中央アフリカ (0)      | 中央アフリカ (0)      | 中央アフリカ (0)      | イエメン(+1)          | 南スーダン (-2)       | 南スーダン (0)       | シリア (+1)          | シリア (0)            | 南スーダン (+1)       | 南スーダン (0)        | 3    |
| 4    | イラク           | イラク (0)            | ジンバブエ (+1)       | チャド (+1)           | チャド (0)            | ジンバブエ (-2)       | コンゴ民主共和国 (+1) | チャド (-2)           | 南スーダン (0)        | コンゴ民主共和国 (-2) | スーダン (+1)         | スーダン (0)          | イエメン(+1)          | シリア (+2)           | シリア (0)            | シリア (0)           | 南スーダン (-1)      | 南スーダン (0)        | コンゴ民主共和国 (+2) | シリア (+1)           | 4    |
| 5    | ソマリア         | ジンバブエ (+10)      | チャド (+1)           | イラク (-3)           | コンゴ民主共和国 (+1) | コンゴ民主共和国 (0)  | ハイチ (+6)           | ジンバブエ (+1)       | チャド (-1)           | スーダン (-2)         | コンゴ民主共和国 (-1) | イエメン(+2)          | スーダン (-1)         | 中央アフリカ (-2)     | コンゴ民主共和国 (+1) | コンゴ民主共和国 (0) | コンゴ民主共和国 (0) | 中央アフリカ (+1)     | シリア (-2)           | コンゴ民主共和国 (-1) | 5    |
| 6    | シエラレオネ     | チャド (+1)           | コートジボワール (-3) | コンゴ民主共和国 (+1) | イラク (-1)           | アフガニスタン (+1)   | ジンバブエ (-2)       | アフガニスタン (+1)   | イエメン (+2)         | チャド (-1)           | チャド (0)            | シリア (+3)           | シリア (0)            | コンゴ民主共和国 (+1) | 中央アフリカ (-1)     | 中央アフリカ (0)     | 中央アフリカ (0)     | コンゴ民主共和国 (-1) | アフガニスタン (+2)   | イエメン(-4)          | 6    |
| 7    | チャド           | ソマリア (-2)         | コンゴ民主共和国 (-5) | アフガニスタン (+1)   | アフガニスタン (0)    | イラク (-1)           | アフガニスタン (-1)   | ハイチ (-2)           | アフガニスタン (-1)   | アフガニスタン (0)    | イエメン(+1)          | チャド (-1)           | コンゴ民主共和国 (+1) | スーダン (-2)         | チャド (+1)           | チャド (0)           | チャド (0)           | スーダン (+1)         | スーダン (0)          | アフガニスタン (-1)   | 7    |
| 8    | イエメン         | ハイチ (+2)           | アフガニスタン (+2)   | コートジボワール (-2) | 中央アフリカ (+2)     | 中央アフリカ (0)      | 中央アフリカ (0)      | イエメン (+5)         | ハイチ (-1)           | イエメン (-2)         | アフガニスタン (-1)   | コンゴ民主共和国 (-3) | チャド (-1)           | チャド (0)            | スーダン (-1)         | スーダン (0)         | スーダン (0)         | アフガニスタン (+1)   | 中央アフリカ (-3)     | 中央アフリカ (+1)     | 8    |
| 9    | リベリア         | パキスタン (+25)      | ギニア (+2)           | パキスタン (+3)       | ギニア (+2)           | ギニア (0)            | イラク (-2)           | イラク (0)            | 中央アフリカ (+1)     | ハイチ (-1)           | シリア (+7)           | アフガニスタン (-1)   | アフガニスタン (0)    | アフガニスタン (0)    | アフガニスタン (0)    | アフガニスタン (0)   | アフガニスタン (0)   | チャド (-2)           | チャド (0)            | ハイチ (+1)           | 9    |
| 10   | ハイチ           | アフガニスタン (+1)   | 中央アフリカ (+3)     | 中央アフリカ (0)      | パキスタン (-1)       | パキスタン (0)        | コートジボワール (+2) | 中央アフリカ (-2)     | ジンバブエ (-5)       | パキスタン (+3)       | ギニア (+2)           | ハイチ (+1)           | イラク (+1)           | ジンバブエ (+4)       | ジンバブエ (0)        | ジンバブエ (0)       | ジンバブエ (0)       | ミャンマー (+13)      | ハイチ (+1)           | チャド (-1)           | 10   |
| 11   | アフガニスタン   | ギニア (+5)           | ハイチ (-3)           | ギニア (-2)           | コートジボワール (-3) | ハイチ (+1)           | ギニア (-2)           | コートジボワール (-1) | イラク (-2)           | ジンバブエ (-1)       | ハイチ (-2)           | イラク (+1)           | ハイチ (-1)           | イラク (-1)           | ギニア (+2)           | ブルンジ (+4)        | エチオピア (+10)     | ハイチ (+2)           | エチオピア (+2)       | ミャンマー (+1)       | 11   |
| 12   | ルワンダ         | リベリア (-3)         | パキスタン (-3)       | バングラデシュ (+4)   | ハイチ (+2)           | コートジボワール (-1) | パキスタン (-2)       | ギニア (-1)           | コートジボワール (-1) | ギニア (+2)           | イラク (+1)           | ギニア (-2)           | ギニア (0)            | ハイチ (-1)           | ハイチ (0)            | カメルーン (+4)      | ナイジェリア(+2)     | ギニア (+2)           | ミャンマー (-2)       | エチオピア (-1)       | 12   |
| 13   | 北朝鮮           | 中央アフリカ (+7)     | 北朝鮮 (+1)           | ミャンマー (+2)       | ミャンマー (0)        | ケニア (+1)           | イエメン (+2)         | パキスタン (-1)       | パキスタン (0)        | イラク (-2)           | パキスタン (-3)       | ナイジェリア(+3)      | ナイジェリア(0)       | ギニア (-1)           | イラク (-2)           | ハイチ (-1)          | ハイチ (0)           | エチオピア (-2)       | マリ (+1)             | パレスチナ (+21)      | 13   |
| 14   | コロンビア       | 北朝鮮 (-1)           | ミャンマー (+4)       | ハイチ (-3)           | ケニア (+12)          | ナイジェリア (+1)     | ナイジェリア (0)      | ナイジェリア (0)      | ギニア (-2)           | コートジボワール (-2) | ギニア (+2)           | パキスタン (-1)       | ジンバブエ (+3)       | ナイジェリア(-1)      | ナイジェリア(0)       | ナイジェリア(0)      | ギニア (+1)          | マリ (+4)             | ギニア (-2)           | マリ (-1)             | 14   |
| 15   | ジンバブエ       | ブルンジ (+3)         | ウガンダ (+6)         | 北朝鮮 (-2)           | ナイジェリア (+3)     | イエメン (+4)         | ニジェール (+5)       | ギニアビサウ (+3)     | ギニアビサウ (0)      | シリア (+6)           | コートジボワール (-1) | ブルンジ (+3)         | エチオピア (+9)       | エチオピア (0)        | ブルンジ (+3)         | ギニア (-4)          | カメルーン (-3)      | ジンバブエ (-5)       | ナイジェリア(+1)      | ナイジェリア(0)       | 15   |
| 16   | ギニア           | イエメン (-8)         | バングラデシュ (+3)   | エチオピア (+2)       | エチオピア (0)        | ミャンマー (-3)       | ケニア (-3)           | ケニア (0)            | ナイジェリア (-2)     | ギニアビサウ (-1)     | ジンバブエ (-5)       | ジンバブエ (0)        | ギニアビサウ (+1)     | ギニアビサウ (0)      | カメルーン (+7)       | マリ (+5)            | ブルンジ (-5)        | ナイジェリア(-4)      | ジンバブエ (-1)       | リビア(+1)            | 16   |
| 17   | バングラデシュ   | シエラレオネ (-11)    | ナイジェリア (+5)     | ウガンダ (-1))        | 北朝鮮 (-2)           | エチオピア (-1)       | ブルンジ (+6)         | エチオピア (+3)       | ケニア (-1)           | ナイジェリア (-1)     | ギニアビサウ (-1)     | ギニアビサウ (0)      | ブルンジ (-2)         | ケニア (+5)           | エリトリア (+2)       | ウクライナ (-4)      | リビア(+3)           | カメルーン (-2)       | リビア(+4)            | ギニア (-3)           | 17   |
| 18   | ブルンジ         | ミャンマー (+5)       | エチオピア (+8)       | レバノン (+10)        | イエメン (+3)         | 東ティモール (+2)     | ギニアビサウ (+4)     | ブルンジ (-1)         | ニジェール (+1)       | ケニア (-1)           | ブルンジ (+3)         | エリトリア (+6)       | パキスタン (-3)       | ブルンジ (0)          | ニジェール (+3)       | エリトリア (-1)      | エリトリア (0)       | エリトリア (0)        | ウクライナ (+74)      | ジンバブエ (-2)       | 18   |
| 19   | ドミニカ共和国   | バングラデシュ (-2)   | ブルンジ (-4)         | ナイジェリア (-1)     | バングラデシュ (-7)   | 北朝鮮 (-2)           | ミャンマー (-2)       | ニジェール (-3)       | エチオピア (-2)       | エチオピア (0)        | エチオピア (0)        | ニジェール (+1)       | エリトリア (-1)       | エリトリア (0)        | ギニアビサウ (-3)     | ニジェール (-1)      | マリ (-3)            | ブルンジ (-3)         | エリトリア (-1)       | ニジェール (+5)       | 19   |
| 20   | 中央アフリカ     | ネパール (+15)        | 東ティモール (N/A)    | スリランカ (+5)       | 東ティモール (+5)     | ニジェール (+4)       | エチオピア (-3)       | ウガンダ (+1)         | ブルンジ (-2)         | ニジェール (-1)       | ニジェール (-1)       | ケニア (+1)           | ニジェール (-1)       | パキスタン (-2)       | ウガンダ (+4)         | リビア (-3)          | イラク (-3)          | ニジェール (+1)       | ブルンジ (-1)         | カメルーン (⁺3)       | 20   |

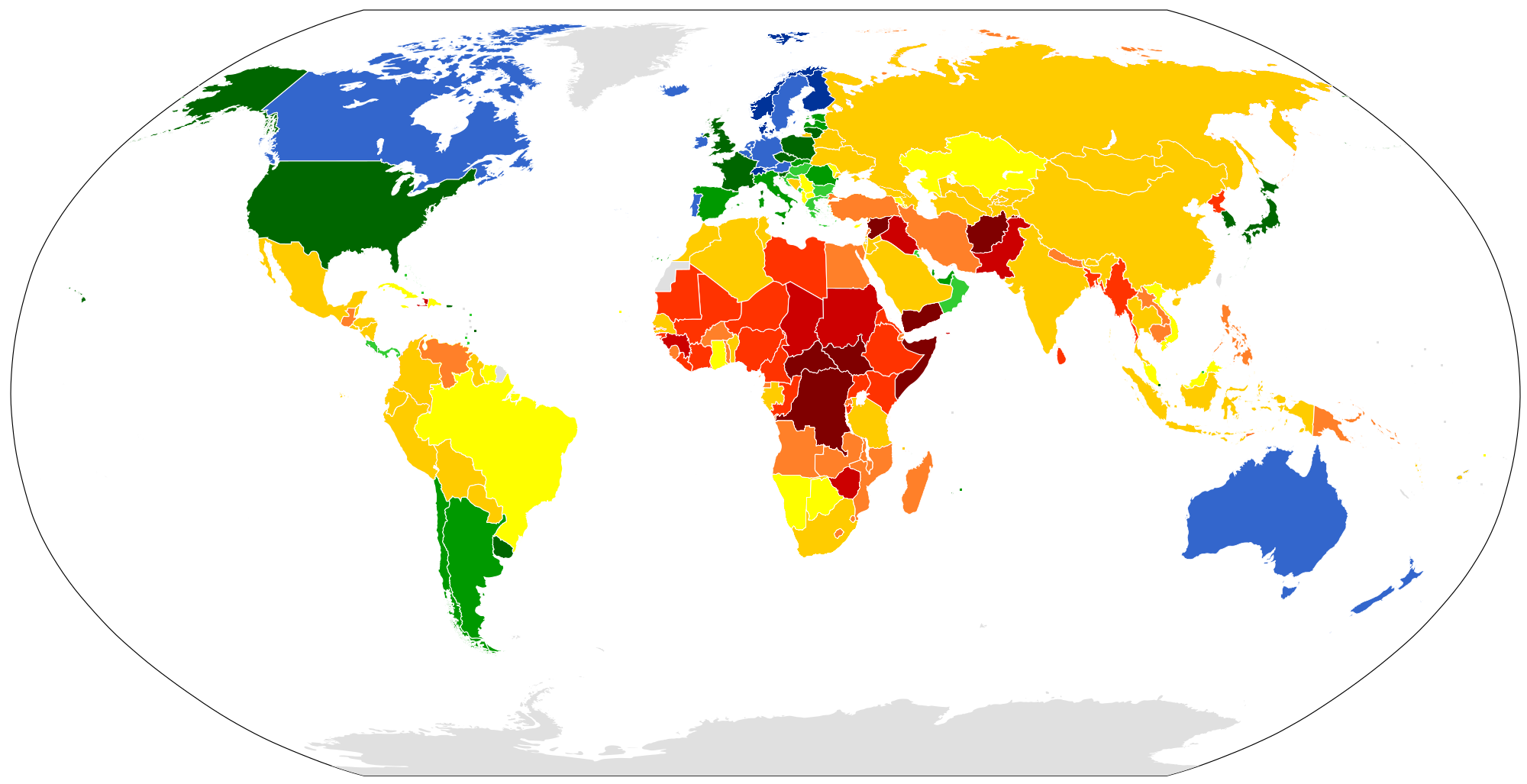
2018年
2015年
2013年[25]
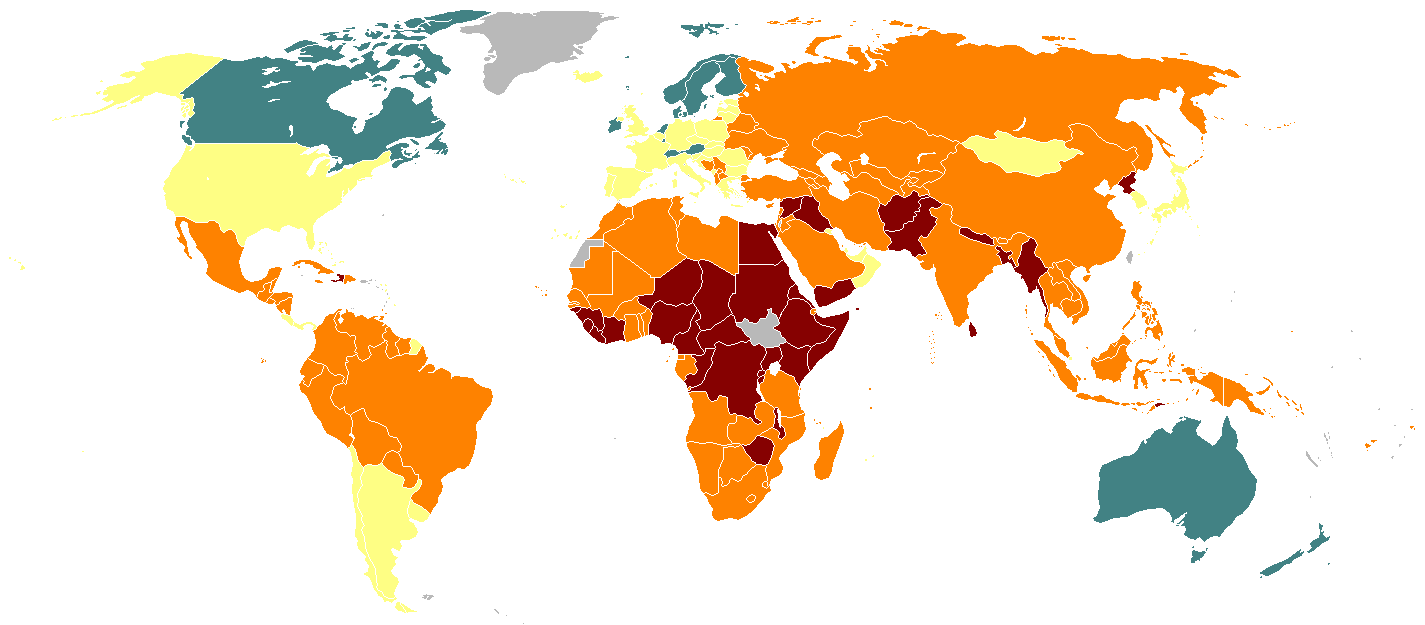
2012年
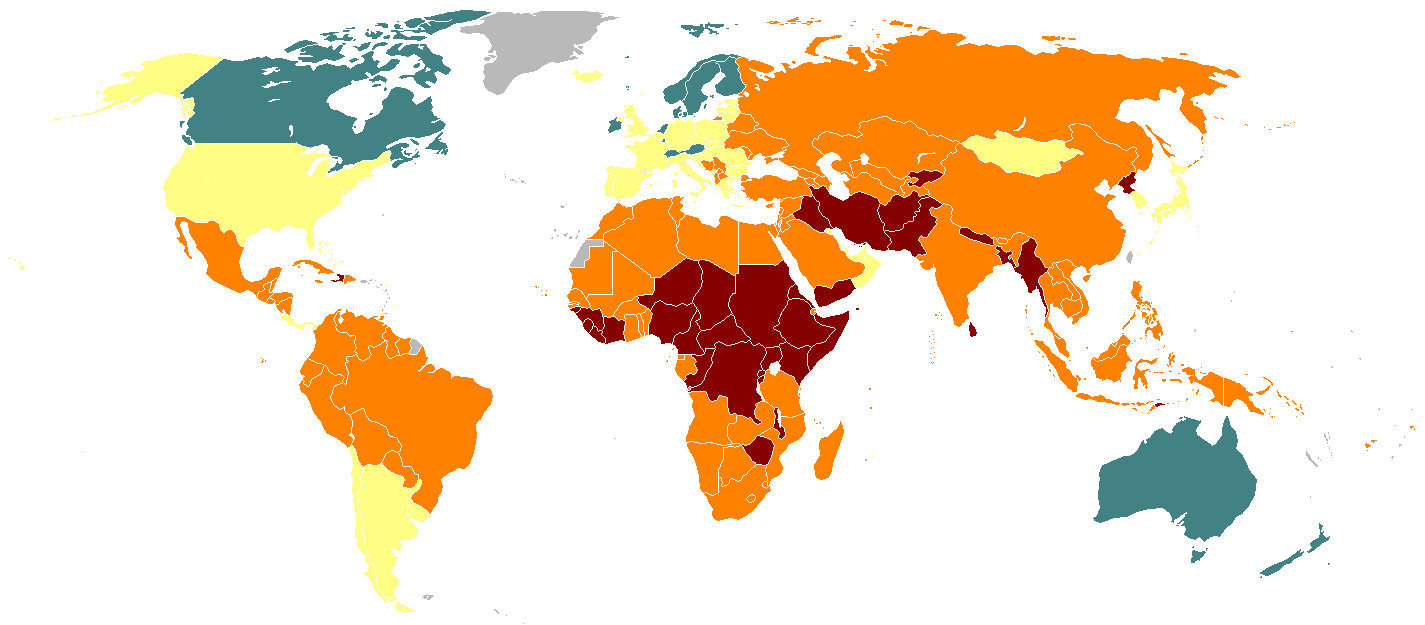
2011年
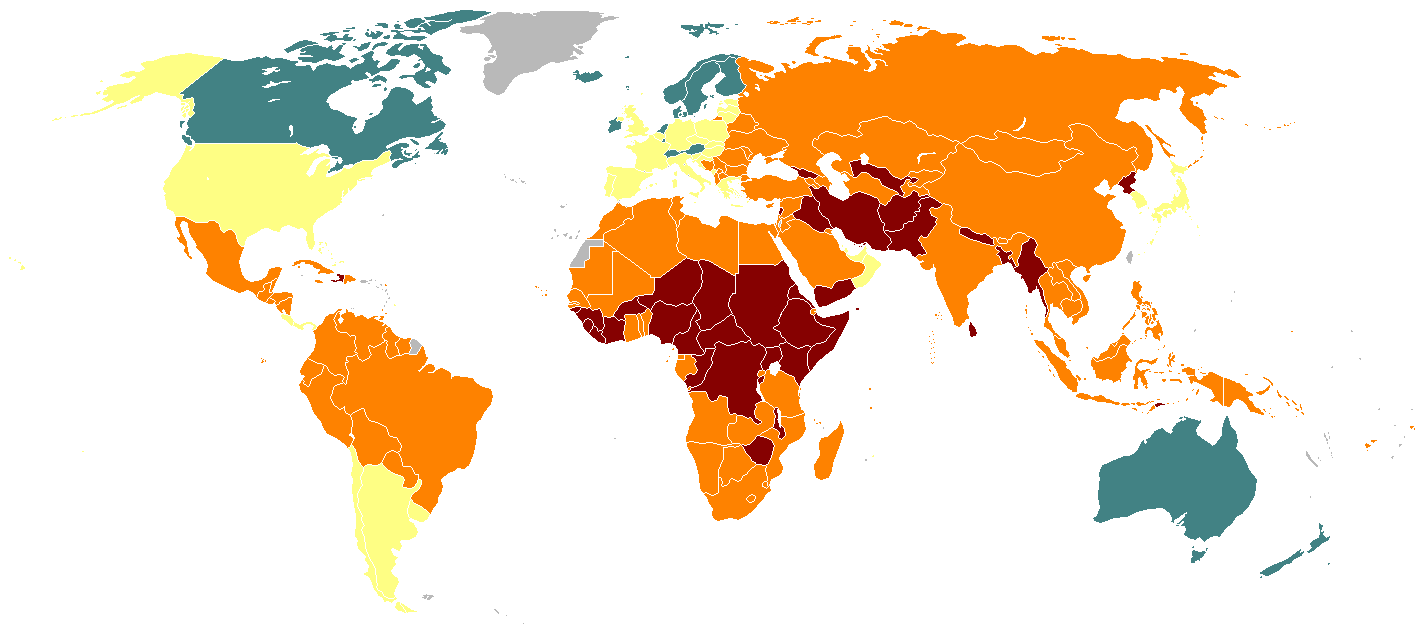
2010年
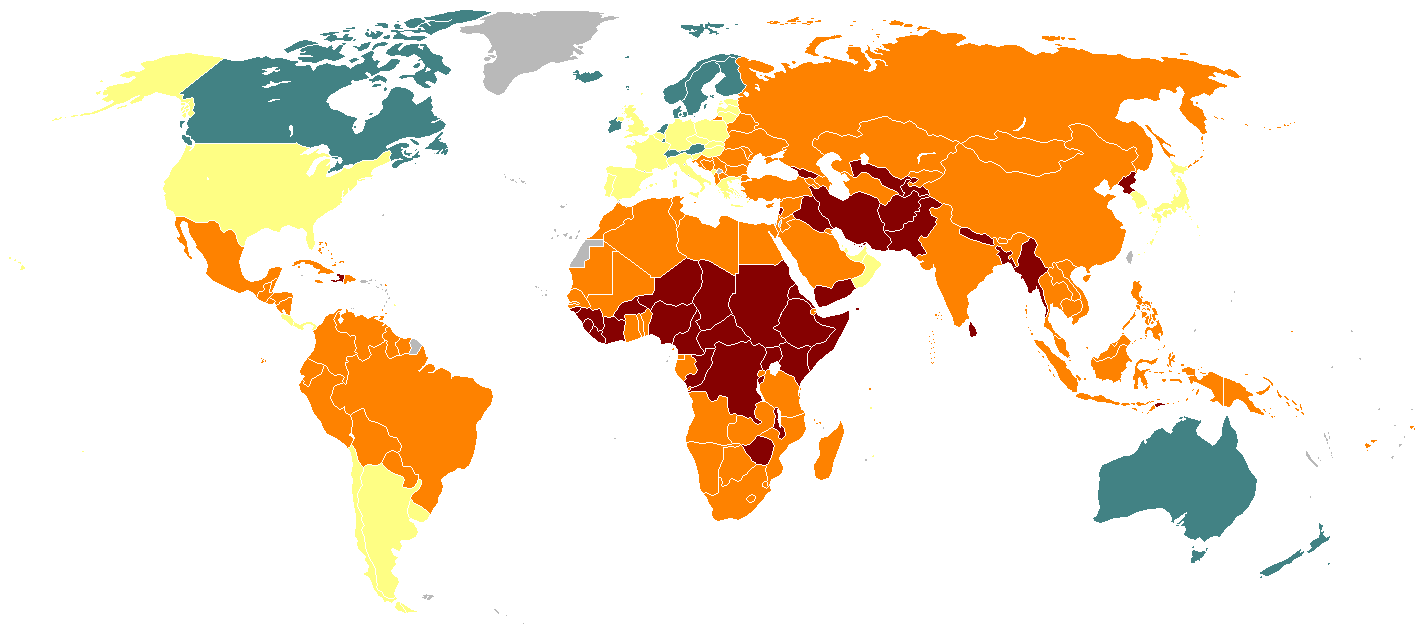
2009年
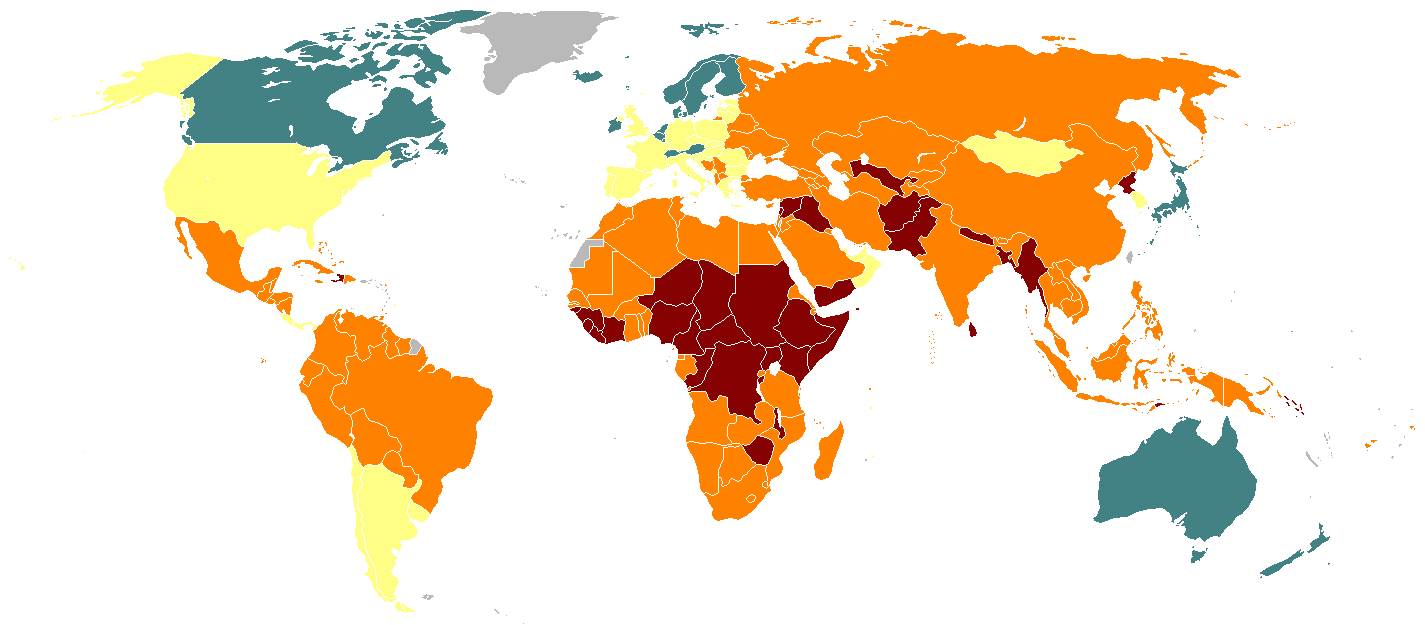
2008年
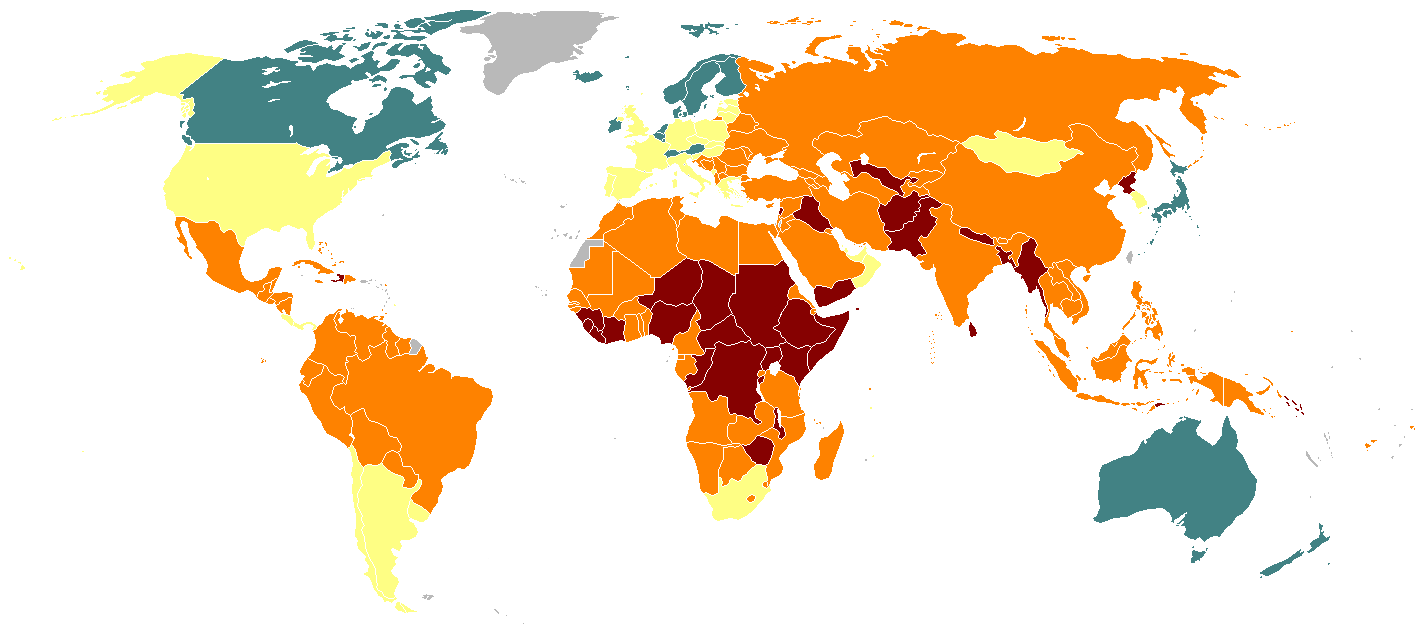
2007年
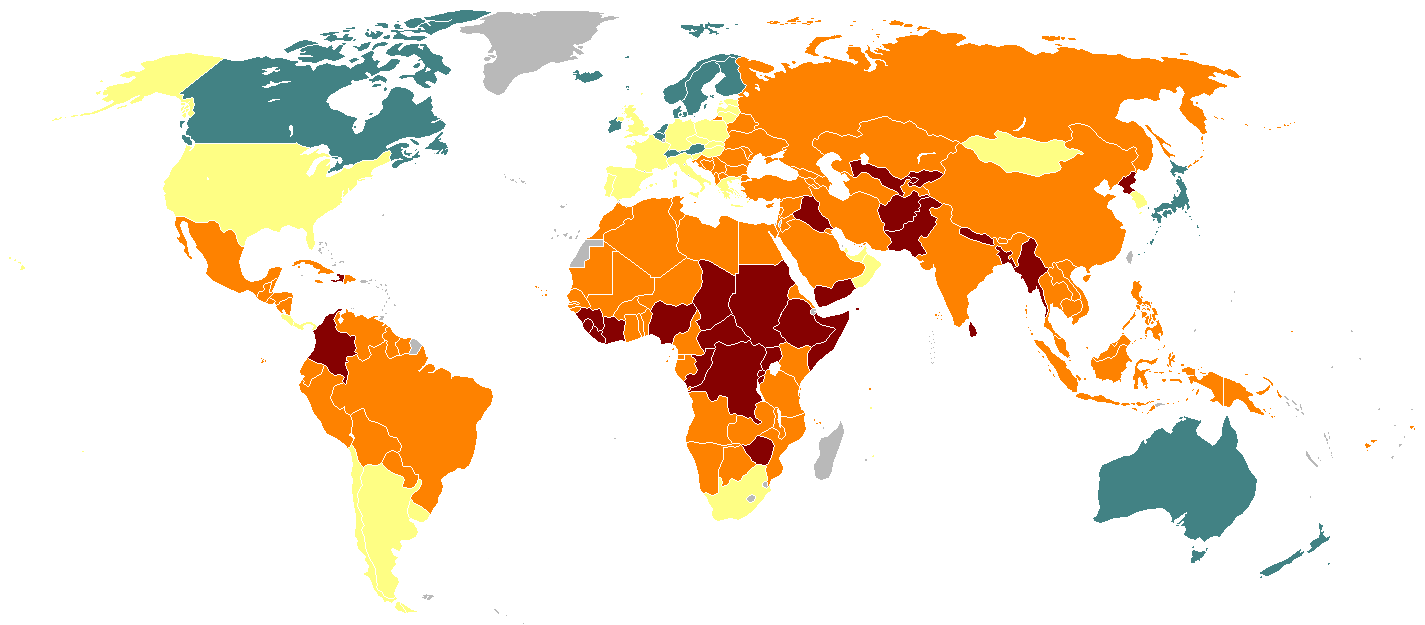
2006年
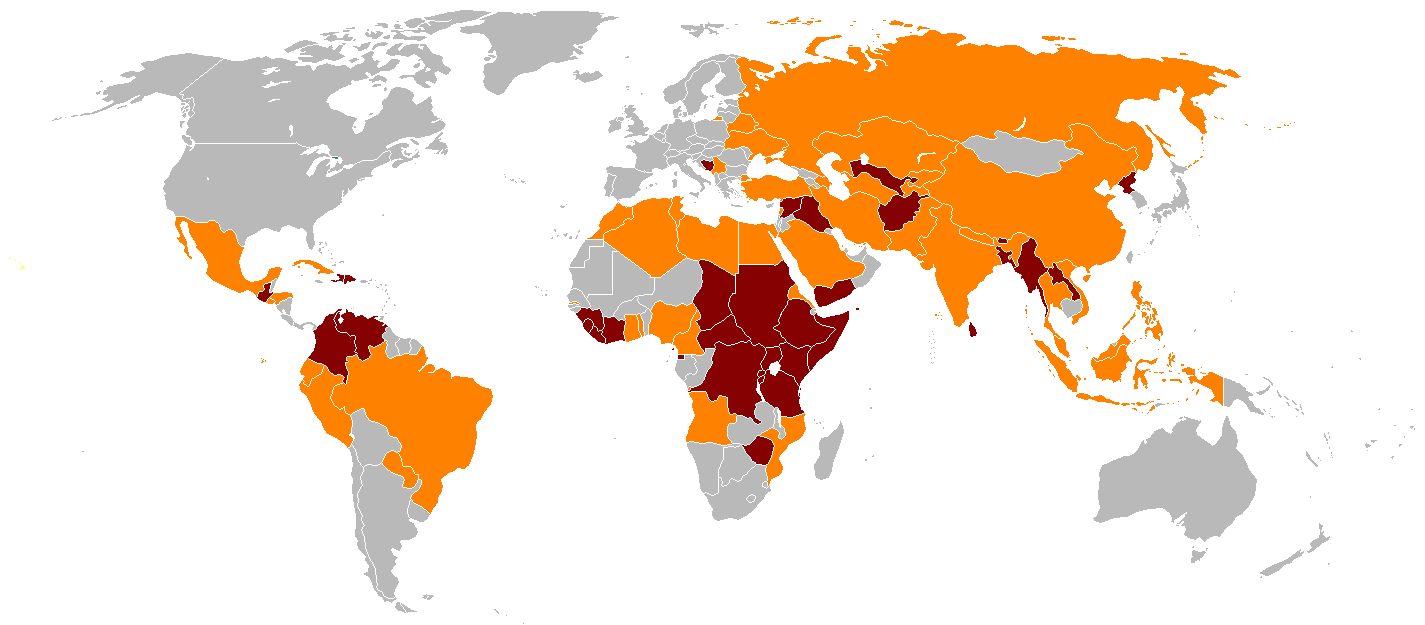
2005年